# 1732 год в литературе

## События
- Завершено строительство библиотеки Тринити-колледж (Дублин) (1712—1732)
- 13 декабря — Улоф Далин, шведский поэт и литературный критик начал изданием еженедельной газеты «Шведский Аргус» («Then Swenska Argus», 1732—1734)
- Бенджамин Франклин начал издание ежегодника «Альманах бедного Ричарда»

## Книги
- «Алкифрон» Джордж Беркли
- Иоганн Якоб Бодмер издал поэму «Потерянный рай» Мильтона на немецком языке
- «Стихи на смерть доктора Свифта» («Verses on the Death of Dr. Swift, D.S.P.D.») Джонатана Свифта
  - Стихи Джонатана Свифта
  - «An Epistle To A Lady»
  - «The Beasts' Confession to the Priest»
  - «The Lady’s Dressing Room»
- Трагедия «Заира» Вольтера
- Эссе «Essais sur la noblesse de France…» Анри де Буленвилье
- «Эмпирическая психология» («Psychologia Empirica») Христиана фон Вольфа
- «Письма маркизы М*** графу Р***» («Lettres de la Marquise de M*** au Comte de R***» ) Клода Кребийона.

## Родились
- 6 января — Матия Антун Релькович, сербский («славонский») писатель и поэт (умер в 1798 году)
- 24 января — Пьер де Бомарше, французский писатель, драматург и публицист (умер 1799 году)
- 27 января — Антоний Барнаба Яблоновский, польский государственный деятель, автор автобиографического «Дневника» (умер 1799 году)
- 19 февраля — Ричард Камберленд, английский драматург (умер в 1811 году)
- 21 февраля — Вильям Фальконер, английский поэт, автор «Универсального морского словаря» (умер в 1769 году)
- 9 июля — Иван Григорьевич Бакмейстер, русский библиограф, библиотекарь Императорской Академии наук
- 26 августа — Жак-Андре Эмери, французский писатель (умер в 1811 году)
- 9 ноября — Жюли де Леспинас, французская писательница (умерла в 1776 году)
- 14 ноября — Андрей (Бачинский), греко-католический епископ Мукачевский, публицист (умер в 1809 году)

## Без точной даты
- апрель — Джордж Колман Старший, английский драматург и эссеист (умер в 1794 году)
- Иван Семёнович Барков, русский поэт, автор эротических, «срамных од», переводчик Академии наук (умер в 1768 году)
- Михаил Иванович Веревкин, русский поэт, прозаик, драматург, переводчик (умер в 1795 году)
- Пётр Иванович Пастухов, русский публицист, переводчик (умер в 1799 году)
- Исаак Сатанов, польский учёный, писатель и поэт (умер в 1805 году)
- Антуан Леонард Тома, французский писатель
- Анджело Фаброни, итальянский библиограф (умер в 1803 году)
- Чарльз Черчилль, английский поэт и сатирик (умер в 1764 году)

## Скончались
- 22 февраля — Фрэнсис Аттербери, английский епископ, политик и писатель (род. 1663 году)
- 20 марта — Иоганн Эрнст Хенкследен, немецкий грамматик, лексикограф, филолог, автор поэм на санскрите и малаялам (род. 1681 году)
- 22 сентября — Герман Молль, английский публицист (род. 1654 году)
- 1 декабря — Иван Петрович Максимович, русский переводчик и лексикограф
- 4 декабря — Джон Гэй, английский поэт и драматург, автор басен, песен, пасторалей и комедий (род. 1685 году)

## Без точной даты
- Абдулхамид Моманд, афганский поэт, переводчик, последователь «индийского стиля» в поэзии (род. 1660 году)
- Джейн Баркер, английская поэтесса, писательница (род. 1652 году)
- Франсуа-Дени Камюза, французский писатель (род. 1695 году)
- Артур Кольер, английский философ, автор ряда сочинений (род. 1680 году)
- Джон Перри, английский писатель, оставивший заметки о России (род. 1670 году)
- Феофил (Кролик), архимандрит Новоспасского монастыря, проповедник, писатель, поэт, переводчик.